# Olympiakos Syndesmos Filathlōn Peiraiōs 2013-2014 (pallacanestro maschile)
Questa voce raccoglie le informazioni riguardanti l'Olympiakos B.C. nelle competizioni ufficiali della stagione 2013-2014.

## Stagione
La stagione 2013-2014 dell'Olympiakos è la 60ª nel massimo campionato greco di pallacanestro, l'A1 Ethniki.

## Roster
Aggiornato al 2 agosto 2019.
| Olympiakos 2013-14 | Olympiakos 2013-14 |
| Giocatori          | Staff tecnico      |
| ------------------ | ------------------ |

| N. | Naz.                                                  | Ruolo | Nome                  | Anno | Alt.   | Peso   |  |
| -- | ----------------------------------------------------- | ----- | --------------------- | ---- | ------ | ------ |  |
| 4  | Stati Uniti (bandiera)                                | AG    | Brent Petway          | 1985 | 205 cm | 102 kg |  |
| 5  | Stati Uniti (bandiera)                                | P     | Acie Law              | 1985 | 190 cm | 88 kg  |  |
| 5  | Georgia (bandiera)                                    | C     | Giorgi Shermadini     | 1989 | 217 cm | 113 kg |  |
| 6  | Stati Uniti (bandiera)                                | C     | Bryant Dunston        | 1986 | 203 cm | 114 kg |  |
| 7  | Grecia (bandiera)                                     | G     | Vasilīs Spanoulīs (C) | 1982 | 193 cm | 94 kg  |  |
| 8  | Grecia (bandiera)                                     | AP    | Stratos Perperoglou   | 1984 | 203 cm | 100 kg |  |
| 9  | Grecia (bandiera)                                     | A     | Iōannīs Papapetrou    | 1994 | 203 cm | 103 kg |  |
| 10 | Grecia (bandiera)                                     | P     | Kōstas Sloukas        | 1990 | 190 cm | 84 kg  |  |
| 11 | Stati Uniti (bandiera)                                | AP    | Mardy Collins         | 1984 | 196 cm | 98 kg  |  |
| 12 | Stati Uniti (bandiera) · Bulgaria (bandiera)          | C     | Cedric Simmons        | 1986 | 206 cm | 107 kg |  |
| 13 | Bosnia ed Erzegovina (bandiera) · Slovenia (bandiera) | C     | Mirza Begić           | 1985 | 216 cm | 120 kg |  |
| 15 | Grecia (bandiera)                                     | A     | Giōrgos Printezīs     | 1985 | 205 cm | 104 kg |  |
| 16 | Grecia (bandiera)                                     | AC    | Dīmītrīs Agravanīs    | 1994 | 208 cm | 107 kg |  |
| 17 | Grecia (bandiera)                                     | G     | Vaggelīs Mantzarīs    | 1990 | 194 cm | 88 kg  |  |
| 18 | Grecia (bandiera)                                     | C     | Vasilīs Kavvadas      | 1991 | 204 cm | 120 kg |  |
| 19 | Grecia (bandiera)                                     | PG    | Dīmītrīs Katsivelīs   | 1991 | 196 cm | 89 kg  |  |
| 24 | Stati Uniti (bandiera) · Belgio (bandiera)            | AP    | Matt Lojeski          | 1985 | 198 cm | 92 kg  |  |
| 33 | Stati Uniti (bandiera)                                | AP    | Jamario Moon          | 1980 | 203 cm | 93 kg  |  |
| -  | Cipro (bandiera) · Grecia (bandiera)                  | GA    | Andreas Christodoulou | 1995 | 197 cm | 97 kg  |  |

| Allenatore                                                                                    |
| - Giōrgos Mpartzōkas                                                                          |
| Assistente/i                                                                                  |
| - Chrīstos Pappas - / Milan Tomić Legenda - (C) Capitano - (IN) Inattivo - Infortunato Roster |

## Mercato

### Sessione estiva
| Acquisti | Acquisti           | Acquisti        | Acquisti   | Acquisti |
| R.       | Nome               | da              | Modalità   |          |
| -------- | ------------------ | --------------- | ---------- | -------- |
| AG       | Brent Petway       | Rethymno        | definitivo |          |
| C        | Bryant Dunston     | Pall. Varese    | definitivo |          |
| C        | Cedric Simmons     | N.B. Brindisi   | definitivo |          |
| AC       | Dīmītrīs Agravanīs | Paniōnios       | definitivo |          |
| C        | Mirza Begić        | Real Madrid     | definitivo |          |
| A        | Iōannīs Papapetrou | Texas Longhorns | definitivo |          |
| C        | Vasilīs Kavvadas   | Paniōnios       | definitivo |          |
| AP       | Matt Lojeski       | Ostenda         | definitivo |          |

| Cessioni | Cessioni            | Cessioni       | Cessioni                   | Cessioni |
| R.       | Nome                | a              | Modalità                   |          |
| -------- | ------------------- | -------------- | -------------------------- | -------- |
| AG       | Josh Powell         | N.Y. Knicks    | fine contratto             |          |
| AG       | Pero Antić          | Atlanta Hawks  | fine contratto             |          |
| C        | Kyle Hines          | CSKA Mosca     | fine contratto             |          |
| C        | Dīmītrīs Mauroeidīs | Free agent     | fine contratto             |          |
| G        | Martynas Gecevičius | Lietuvos rytas | fine contratto             |          |
| C        | Giorgi Shermadini   | Saragozza      | fine contratto             |          |
| AP       | Kōstas Papanikolaou | Barcellona     | definitivo (1.5 milioni €) |          |
| C        | Giōrgos Geōrgakīs   | Aries Trikala  | fine contratto             |          |

### Dopo l'inizio della stagione
| Acquisti | Acquisti          | Acquisti           | Acquisti         | Acquisti   |
| R.       | Nome              | da                 | Data             | Modalità   |
| -------- | ----------------- | ------------------ | ---------------- | ---------- |
| AP       | Mardy Collins     | Sutor Montegranaro | 1 gennaio 2014   | definitivo |
| AP       | Jamario Moon      | L.A. D-Fenders     | 8 gennaio 2014   | definitivo |
| C        | Giorgi Shermadini | Saragozza          | 26 febbraio 2014 | definitivo |

| Cessioni | Cessioni     | Cessioni       | Cessioni   | Cessioni    |
| R.       | Nome         | a              | Data       | Modalità    |
| -------- | ------------ | -------------- | ---------- | ----------- |
| AP       | Jamario Moon | Guaros de Lara | marzo 2014 | rescissione |